# Skravelgrynnorna (vid Trutören, Malax)
Skravelgrynnorna är öar i Finland. De ligger i Norra kvarken vid Trutören i kommunen Malax i landskapet Österbotten, i den västra delen av landet. Öarna ligger omkring 20 kilometer sydväst om Vasa och omkring 360 kilometer nordväst om Helsingfors.
Arean för den av öarna koordinaterna pekar på är 2,1 hektar och dess största längd är 260 meter i sydväst-nordöstlig riktning. Runt Skravelgrynnorna är det glesbefolkat, med 11 invånare per kvadratkilometer. Närmaste större samhälle är Vasa, 19,1 km nordost om Skravelgrynnorna.